# Anastasija Kuzmina
Anastasija Kuzmina (slk. Anastasia Kuzminová, rus. Анастасия Владимировна Кузьмина, Tjumenj, 28. kolovoza 1984.) je slovačka biatlonka ruskog podrijetla te dvostruka olimpijska pobjednica.

## Životopis
Anastasija Vladimirovna Kuzmina je rođena u Tjumenju, 28. kolovoza 1984. Na početku karijere se natjecala za Rusiju za koju je u razdoblju od 2002. do 2005. osvojila sedam medalja na Svjetskim juniorskim prvenstvima.
Od 2008. godine natječe se za Slovačku. Prvi veći uspjeh bila je srebrna medalja na Svjetskom prvenstvu 2009. u disciplini potjera. Na Olimpijskim igrama 2010. godine osvojila je dvije medalje; zlato u sprintu i srebro u potjeri. Iste godine proglašena je za slovačkog športaša godine.
Na Svjetskom prvenstvu 2011. godine u disciplini sprint, osvojila je brončanu medalju. Na Olimpijskim igrama 2014. godine uspješno je obranila titulu u sprintu osvojenu prije četiri godine u Vancouveru. Iste godine je ponovno proglašena za slovačkog športaša godine. 2014. je na Svjetskom kupu ostvarila svoje najbolje rezultate. 
Anastasijin brat je Olimpijski prvak iz Rusije, Anton Šipulin. Udata je za izraelskog skijaša Daniela Kuzmina. Trenutno živi u Banskoj Bistrici. Ima jednog sina, Jeliseja. Nije startala na Svjetskom kupu 2014./15., a zatim se i povukla zbog trudnoće.

## Vanjske poveznice
- Profil na biathlonworld.com